# Marie-Claire Daveluy
Marie-Claire Daveluy (Montreal, 15 agosto 1880 – Montreal, 21 gennaio 1968) è stata una bibliotecaria, storica e scrittrice canadese, pioniera nel campo della biblioteconomia.

## Biografia
Figlia di Georges Daveluy e di Marie Lesieur Desaulniers, completò gli studi superiori all'Hochelaga Convent di Montréal
Nel 1920 si laureò in biblioteconomia alla McGill University, trovando impiego alla biblioteca municipale di Montréal, dove dal 1930 al 1941 ricoprì il ruolo di responsabile del catalogo.
Insieme allo storico franco-canadese Aegidius Fauteux (1876-1941), nel '37 fondò l'École de bibliothécaires  all'Università di Montréal, della quale fu responsabile per vari anni.
Istituita l'Associazione dei Bibliotecari Canadesi di lingua francofona nel '43, nel quinquennio seguente fu la conduttrice di un programma settimanale di informazione storica per la radio pubblica canadese, Ici Radio-Canada Première. 

Nel '52 diede alle stampe Instructions pour la rédaction des catalogues de bibliothèque, edita da Fides.
Autrice di articoli per Revue d'histoire de l'Amérique française, La Bonne Parole, L'Oiseau bleu e L'action française, pubblicò romanzi per la gioventù che declinarono la storia nazionale nel genere della narrativa romantica, oltre a raccolte fiabesche di fiabe, di cui si ricordano in particolare Le Filleul du roi Grolo, Sur les ailes de l'oiseau bleu e Une Révolte au pays des fées.
Prima donna ad essere eletta nella Società Storica di Montréal, ricevette vari riconoscimenti per la sua produzione novellistica.
Morì a Montréal all'età di 87 anni.

## Riconoscimenti
- 1921: Premio "Laurent-Olivier David" a Montréal per il romanzo storico Aventures de Perrine et Charlot
- 1934: Premio dell'Académie française per il libro Jeanne-Mance, 1606-1673
- 1934: Premio "Laurent-Olivier David" per il libro Jeanne-Mance, 1606-1673[4][6][5]